# Scarus trispinosus
Scarus trispinosus es una especie de peces de la familia Scaridae en el orden de los Perciformes.

## Morfología
Los machos pueden llegar alcanzar los 35,5 cm de longitud total.

## Distribución geográfica
Es un endemismo del Brasil.